# Мстислав Владимирович (князь дорогобужский)

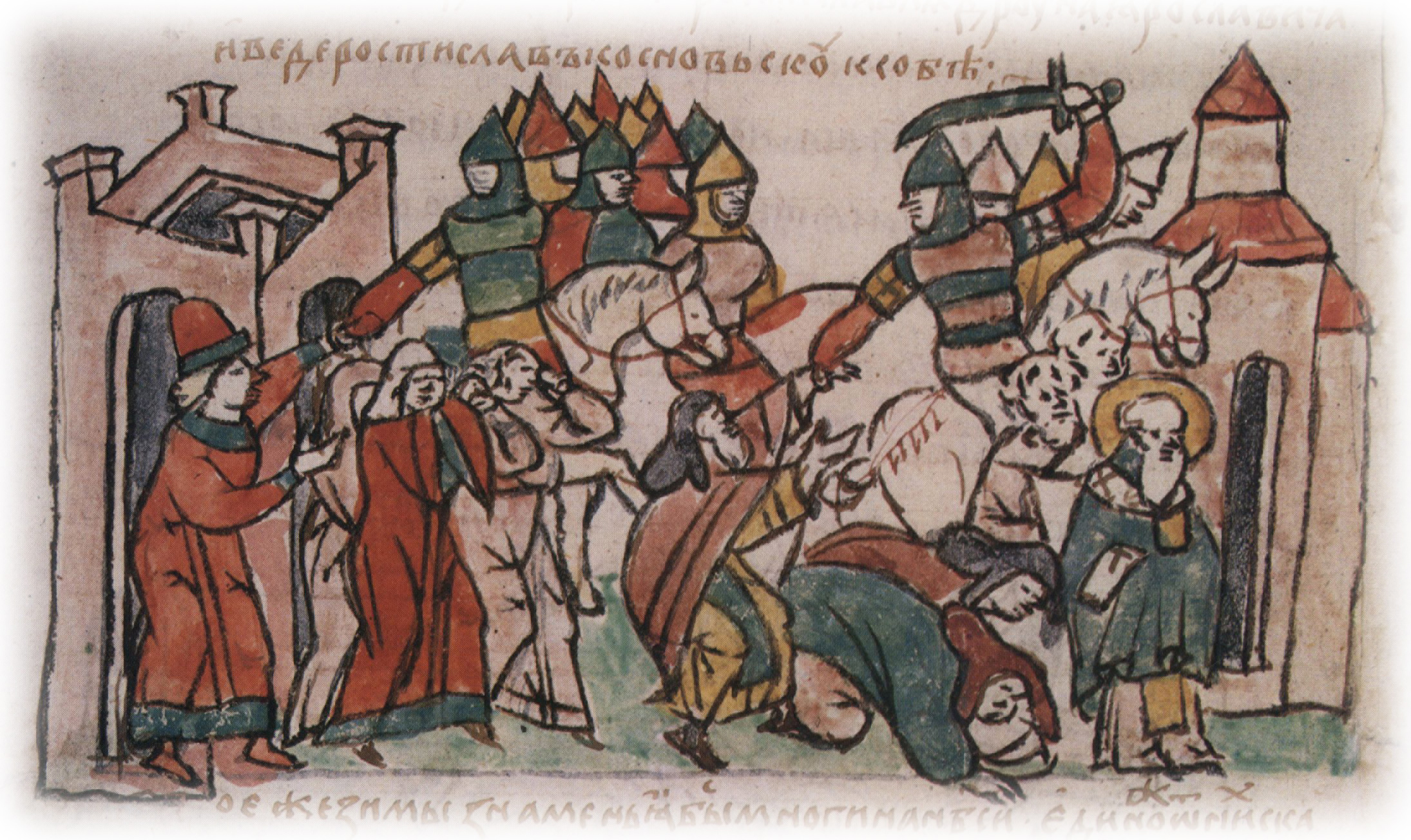
Избиение старых и немощных жителей Киева; угон в половецкий плен молодых киевлян; пленение и увод Мстислава Дорогобужского Ростиславом Сновским

Мстислав Владимирович (между 1151 и 1160—после 2 января 1203) — князь дорогобужский (1171—1173), трипольский (1173—после 1183), каневский (1194—1203). Сын Владимира Мстиславича, самого младшего сына Мстислава Великого.
Получил Дорогобуж на Волыни от своего отца, незадолго перед смертью занявшего великое киевское княжение. Затем Дорогобуж отошёл во владения Ярослава Изяславича луцкого и его потомков, а Мстислав получил Триполье в Поросье, которого был лишён после частного поражения в начале сражения на реке Черторый (1181), в котором войска Рюрика Ростиславича разбили Игоря Святославича новгород-северского и половцев. Участвовал в борьбе с половцами, в том числе под руководством Святослава Киевского в знаменитой битве на Орели, в которой был разгромлен хан Кобяк. Вслед за этим Мстислав не упоминается в летописях вплоть до 1194 года, когда получил от нового киевского князя Рюрика Ростиславича другой город в Поросье — Канев. В 1203 году во время разгрома Киева в ходе борьбы Рюрика против Романа Галицкого попал в плен к Ольговичам, был отвезён в Сновск, после чего упоминания о нём в летописях прекращаются.
По летописным данным к 1176 году был женат на дочери Святослава Всеволодовича черниговского и киевского, сведения о потомстве отсутствуют.